# 181 (nombre)
Cet article concerne le nombre 181. Pour les années, voir 181 et 181 av. J.-C..
Le nombre 181 (cent quatre-vingt-un, cent octante-et-un) est l'entier naturel qui suit 180 et qui précède 182.
Ce nombre est :
- premier
  - jumeau[1] avec 179,
  - de Chen[2] car 183 est semi-premier,
  - long[3];
- palindrome en base dix,
- figuré centré (carré centré[4] — c'est-à-dire somme de deux carrés consécutifs —, pentagonal centré[5] et étoilé[6]),
- somme de cinq nombres premiers consécutifs (29 + 31 + 37 + 41 + 43).